# Кэссиди (порноактриса)
Кэссиди (англ. Cassidey, род. 24 декабря 1980 года) — американская порноактриса.

## Биография
Кэссиди родилась в Денвере (штат Колорадо, США). Её мать имела латиноамериканское происхождение, а отец — европейское. До прихода в порноиндустрию Кэссиди работала в стрип-клубе, страховой компании и Winn-Dixie.
Кэссиди пришла в порноиндустрию в 1999 году в возрасте 18 лет и первоначально использовала псевдоним Пейзли Адамс (англ. Paizley Adams). В апреле 2000 года она подписала эксклюзивный годовой контракт с Vivid Entertainment. Её дебютным фильмом в новой компании стал Diary of Desire. В том же году она снялась в клипе Энрике Иглесиаса на песню «Sad Eyes». Канал MTV отказался транслировать его из-за эротического содержания клипа; поэтому тот впервые вышел на экран только в 2009 году.
В 2002 году Кэссиди перестала сниматься в порнофильмах и лишь в 2006 году она вернулась в порноиндустрию и вскоре вновь подписала контракт с Vivid Entertainment. 8 ноября 2006 года она приняла участие в The Adam Carolla Show, в котором обсудила свою карьеру, а также прорекламировала сервис SugarDVD, ставший незадолго до шоу партнёром Vivid.
4 ноября 2007 года Кэссиди подписала эксклюзивный годовой контракт с Ninn Worx_SR. А уже в декабре был снял первый фильм с её участием — Meet Cassidey, однако релиз его состоялся только 25 марта 2008 года. Спустя месяц она покинула компанию и присоединилась к LA Direct Models.

## Награды и номинации
| Год  | Премия     | Результат | Категория                                                                                   | Фильм                                          |
| ---- | ---------- | --------- | ------------------------------------------------------------------------------------------- | ---------------------------------------------- |
| 2001 | AVN Award  | Номинация | Лучшая новая старлетка                                                                      | н/д                                            |
| 2001 | XRCO Award | Номинация | Старлетка года                                                                              | н/д                                            |
| 2002 | AVN Award  | Номинация | Лучшая сцена анального секса — Фильм (с Джоном Декером)                                     | Marissa                                        |
| 2002 | AVN Award  | Номинация | Лучшая сцена группового секса — Фильм (с Авой Винсент и Джоном Декером)                     | Believe It or Not                              |
| 2002 | XRCO Award | Номинация | Сольное выступление, Актриса                                                                | Marissa                                        |
| 2002 | XRCO Award | Номинация | Лучшая сцена секса мужчины и женщины (с Джонни Декером)                                     | Marissa                                        |
| 2004 | AVN Award  | Номинация | Лучшая актриса — Фильм                                                                      | Sordid                                         |
| 2004 | AVN Award  | Номинация | Лучшая сцена орального секса — Фильм (с Ти Джей Каммингсом)                                 | Sordid                                         |
| 2004 | AVN Award  | Номинация | Лучшая сцена секса пары — Фильм (с Дейлом Дабоном)                                          | Sordid                                         |
| 2004 | AVN Award  | Номинация | Лучшая сцена группового секса — Фильм (с Тейлер Сент Клер, Дейлом Дабоном и Эриком Прайсом) | Sordid                                         |
| 2004 | XBIZ Award | Номинация | Лучшая сцена — Пародия (с Райаном Макклейном)                                               | The Lone Ranger XXX: An Extreme Comixxx Parody |
| 2007 | XRCO Award | Номинация | Лучшее возвращение                                                                          | н/д                                            |
| 2015 | XBIZ Award | Номинация | Лучшая сцена — All-Girl (с Селестой Стар)                                                   | Secret Crushes                                 |